# Owen Wingrave
Pour la nouvelle fantastique d'Henry James, voir Owen Wingrave (nouvelle).

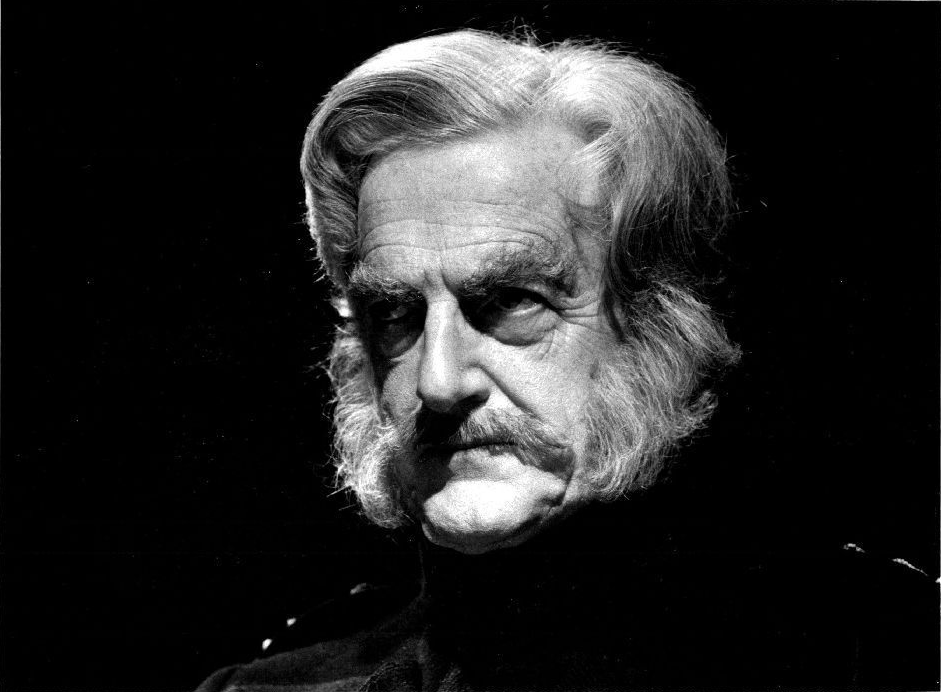
Photographie publicitaire courte du ténor britannique Peter Pears dans l'opéra de Benjamin Britten Owen Wingrave.

Owen Wingrave (Un garçon rebelle), op. 85, est un opéra en deux actes de Benjamin Britten composé en 1971, d'après la nouvelle d'Henry James Owen Wingrave (parue en 1892). Le livret est de Myfanwy Piper à qui on doit les livrets d'autres opéras de Britten comme Le Tour d'écrou ou Mort à Venise.
Cet opéra est le résultat d'une commande de la BBC Television. Le contrat d'un opéra télévisuel fut signé à l'automne 1967 et les 10 000 livres de la commande furent reversés intégralement par Britten au profit de la reconstruction des Snape Maltings, ravagés par un incendie.
Après la création de Owen Wingrave sur la BBC two le 16 mai 1971 au soir, Britten avoua a un ami : « C'est un monde tellement nouveau pour moi que je ne suis pas encore tout à fait sûr qu'il marche 'dans la petite boîte'. Quel média difficile ! ». Dès que la période d’exclusivité de deux ans de la BBC expira, Owen Wingrave fut monté au Royal Opera House en mai 1973 avec la distribution originelle de la télévision (cf. plus bas) à un changement près sous la direction de Steuart Bedford, qui a été l'assistant de Britten pour la production de la BBC. Le compositeur ne le vit cependant jamais sur scène : il était alité non loin de là dans un hôpital londonien, après une opération du cœur dont il ne se remit jamais.

## Argument
Owen refuse de suivre une carrière militaire comme ses ancêtres. Symbole de l'engagement pacifique de Britten (comme en témoigne aussi le War Requiem), cette œuvre prend toute son ampleur dans le contexte de la Guerre du Viêt Nam.

## Distribution lors de la création audiovisuelle
- Owen Wingrave : Benjamin Luxon
- Spencer Coyle : John Shirley-Quirk
- Lechmere : Nigel Douglas
- Miss Wingrave : Sylvia Fisher
- Mrs Coyle : Heather Harper
- Mrs Julian : Jennifer Vyvyan
- Kate Julian : Janet Baker
- Général Sir Philip Wingrave et le narrateur : Peter Pears

## Source
- Lorenzo Ciavarini Azzi, « L’antimilitariste "Owen Wingrave" de Britten assiège l’Amphithéâtre Bastille », Culturebox, France Info,‎ 22 novembre 2016 (lire en ligne).